# Protesty przeciwko SOPA i PIPA
Protesty przeciwko SOPA i PIPA – fala protestów przeciw wprowadzeniu przez amerykański Kongres kontrowersyjnych ustaw chroniących prawa autorskie: SOPA oraz PIPA, mająca swój punkt kulminacyjny 18 stycznia 2012 r. Do protestujących organizacji należały m.in. angielskojęzyczna Wikipedia, Reddit, protest poparł również Google, Mozilla czy też twórca Facebooka, Mark Zuckerberg. W efekcie Kongres zatrzymał pracę nad wprowadzeniem tych ustaw.

## Przyczyny

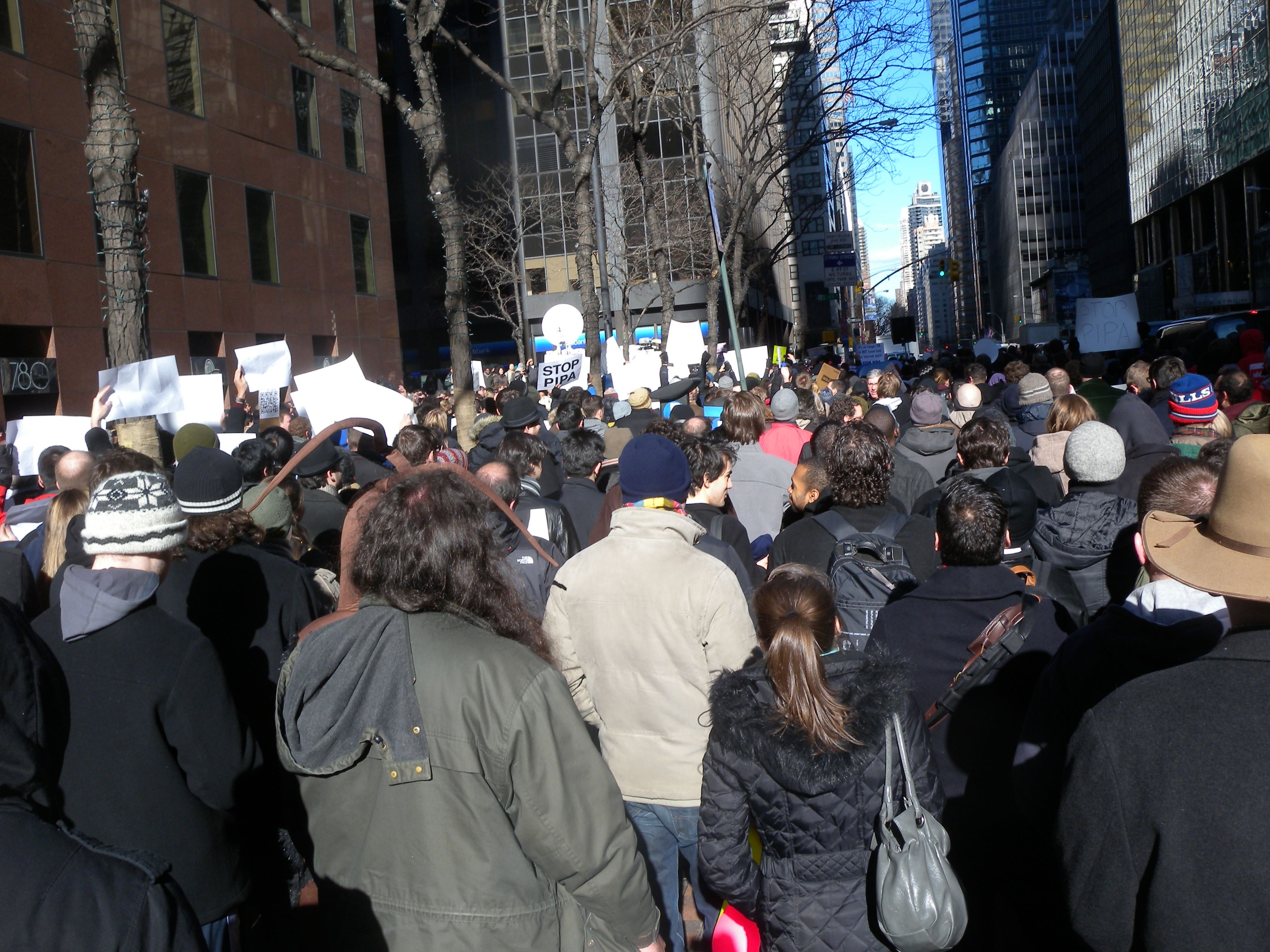
Protesty w Nowym Jorku

SOPA (ang. Stop Online Piracy Act) i PIPA (ang. PROTECT IP Act) powstały w celu powiększenia środków pozwalających na walkę z łamaniem praw autorskich, w szczególności w stosunku do stron internetowych spoza Stanów Zjednoczonych, w stosunku do których nie można było stosować Digital Millienium Copyright Act. Kontrowersyjna natomiast była treść ustaw, która pozwalała m.in. na blokowanie adresów stron niestosujących się do przepisów i odcinanie źródeł dochodów tych stron przez nakazy sądowe zakazujące dostawcom reklam, mikropłatności czy też wyszukiwarkom internetowym wszelkich interesów z tymi stronami.

## Organizacje popierające ustawy

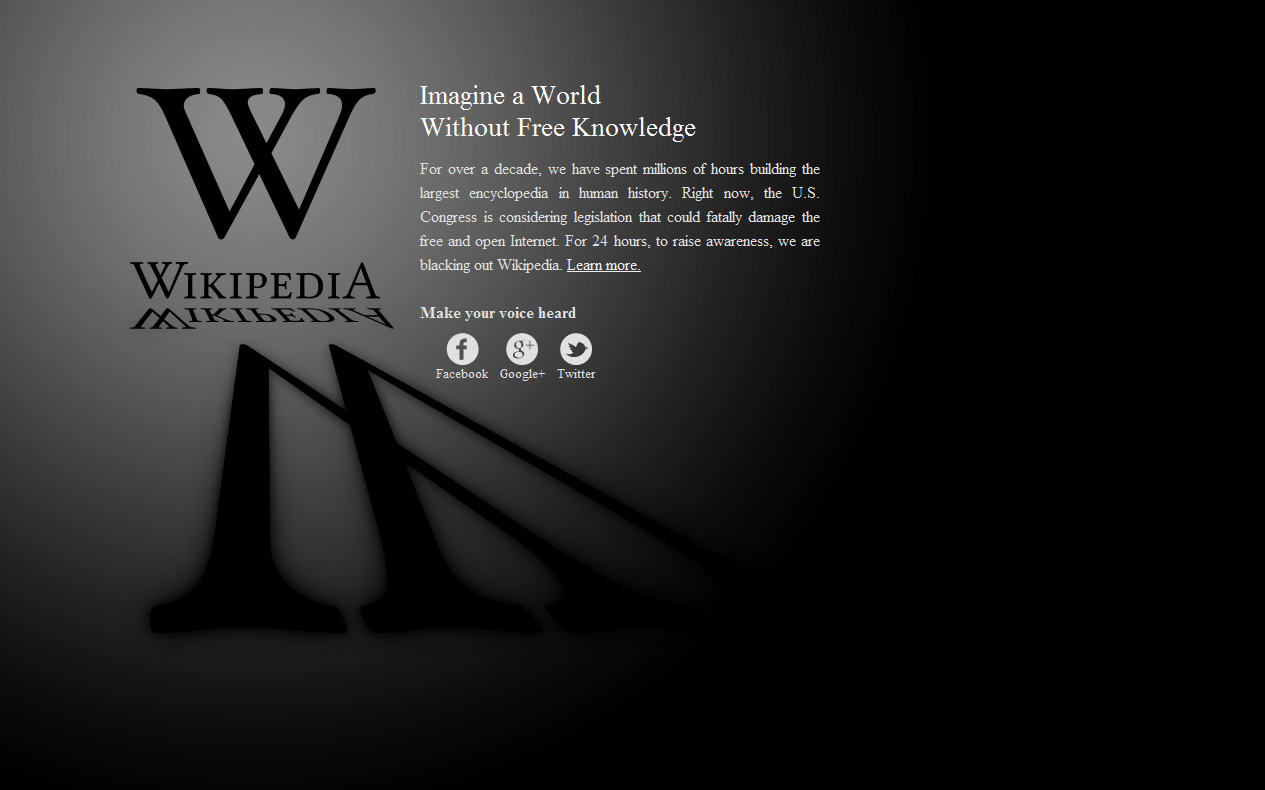
Strona główna anglojęzycznej Wikipedii w dniu protestu

Wśród wspierających ustawy dominowały wytwórnie filmowe, muzyczne itp. Należeli do nich m.in
- Motion Picture Association of America
- Recording Industry Association of America
- Entertainment Software Association